# Paculla cameronensis
Paculla cameronensis är en spindelart som beskrevs av Shear 1978. Paculla cameronensis ingår i släktet Paculla och familjen Tetrablemmidae. Inga underarter finns listade i Catalogue of Life.